# Anne Bancroft
Anne Bancroft (Bronx, New York, 17. rujna 1931. – New York, 6. lipnja 2005.), američka filmska glumica koja je postala ikona u povijesti filma.

## Životopis
Rodila se kao Anna Maria Louisa Italiano, a roditelji su joj potjecali iz talijanskih useljeničkih obitelji. Dobila je nagrade :Oscar, Zlatni globus, Emmy i Tony. Glumila je na filmu od 1952. do 2001. godine. Snimila je niz filmova, a partneri su joj bili također veliki glumci (među ostalima Henry Fonda i Dustin Hoffman). Kada je 1952. godine debitirala na filmu, promijenila je prezime u Bancroft jer je smatrala da je "elegantno".
Udavala se dva puta, prvi brak trajao je samo 4 godine i s prvim mužem nije imala djece. 1961. upoznala je Mela Brooksa. Brooks je potplatio jednog zaposlenika studija da bi saznao gdje će Anne večerati i tako je drugi put vidio. Anne je bila na putu k svom psihijatru, a tom liječniku je rekla da završe seansu što je prije moguće jer je upoznala čovjeka za kojeg će se udati. Anne i Mel vjenčali su se 5. kolovoza 1964. godine u gradskoj vijećnici New Yorka. Zajedno su ostali do njene smrti. Imali su sina Maximiliana rođenog 1972. godine.
Umrla je 6. lipnja 2005. godine u dobi od 73 godine zbog raka maternice. Mel je održao komemoraciju nekoliko tjedana poslije rekavši prisutnima da ako je kome do tugovanja, "neka to zadrži za sebe". Jedna od prisutnih na skupu bila je i Patty Duke, glumica koja je s Anne radila na filmu "Čudotvorka" za kojeg je Anne dobila i svog jedinog Oscara. Jedan novinar pitao je Patty za njeno mišljenje o Anne, dobivši odgovor da se ne može sjetiti dovoljno superlativa. Anne Bancroft pokopana je u neoznačenom grobu na groblju Kensico mjesta Valhalla, država New York, blizu svog oca Michaela.

## Vanjske poveznice
- Anne Bancroft u internetskoj bazi filmova IMDb-u (engl.)